# Пономарёв-Степной, Николай Николаевич
Никола́й Никола́евич Пономарёв-Степно́й (род. 3 декабря 1928 в г. Пугачёв) — советский и российский физик-ядерщик, академик РАН (1991), академик АН СССР (с 1987), доктор технических наук, профессор. Лауреат Ленинской премии (1985) и Государственной премии СССР (1980).

## Биография
В 1952 году закончил МИФИ, в том же году начал работать научным сотрудником в Институте атомной энергии им. И. В. Курчатова, носившем в то время название «Лаборатория измерительных приборов Академии Наук СССР».
С 1956 года — преподаватель (с 1977 года — профессор) МАИ.
С 1979 года — главный редактор журнала «Атомная энергия».
С 1992 года по 2010 год — вице-президент Российского научного центра «Курчатовский институт».
С 2010 года по настоящее время — научный консультант генерального директора концерна Росэнергоатом.

## Научная деятельность
Область научных интересов:
- физика и техника реакторов;
- ядерная и водородная энергетика;
- высокотемпературные реакторы;
- космическая ядерная энергетика;
- прямое преобразование тепловой энергии в электрическую;
- ядерные ракетные двигатели;
- ядерная и радиационная безопасность;
- нераспространение и контроль ядерных материалов.

Участие в промышленных разработках:
- атомный самолёт /КАР/
- ядерный ракетный двигатель /ИВГ/
- термоэлектрический реактор-преобразователь /Ромашка/
- космическая ядерная термоэмиссионная установка /Енисей/
- конверсия активных зон промышленных реакторов

## Награды и премии
- Орден «За заслуги перед Отечеством» IV степени (1998)
- Орден Почёта (2018)
- Два ордена Трудового Красного Знамени
- Ленинская премия (1985) (совм. с В. Г. Мадеевым)
- Государственная премия СССР в области науки и техники (1980)
- Золотая медаль имени А. П. Александрова (2018) — за выдающиеся работы, внесшие большой вклад в исследования и разработки в области двухкомпонентной атомной энергетики и атомно-водородной энергетики, и многолетнюю плодотворную деятельность

## Публикации
Монографии:
- Глушков Е. С., Дёмин В. Е., Пономарёв-Степной Н. Н., Хрулёв А. А. Тепловыделение в ядерном реакторе / Под. ред. Н. Н. Пономарёва-Степного. — М.: Энергоатомиздат, 1985. — 160 с.
- Дегальцев Ю. Г., Пономарёв-Степной Н. Н., Кузнецов В. Ф. Поведение высокотемпературного ядерного топлива при облучении. — М.: Энергоатомиздат, 1987. — 208 с.
- Пономарёв-Степной Н. Н. Профилирование ядерного реактора. — М.: Энергоатомиздат, 1988. — 238 с.
- Проблемы мировой энергетики начала века / В. Ф. Цибульский, Н. Н. Пономарёв-Степной. — Москва : Энергоатомиздат, 2008. — 91, [1] с. : ил., табл., цв. ил.; 22 см. — (Физико-технические проблемы ядерной энергетики).; ISBN 978-5-283-00849-3
- Высокотемпературные газоохлаждаемые реакторы — инновационное направление развития атомной энергетики / В. Н. Гребенник, Н. Е. Кухаркин, Н. Н. Пономарёв-Степной. — Москва : Энергоатомиздат, 2008. — 134 с. : ил., табл.; 21 см. — (Физико-технические проблемы ядерной энергетики).; ISBN 978-5-283-00845-5